# Frank Acheampong
Frank Acheampong (Accra, 16 oktober 1993) is een Ghanees voetballer.

## Carrière
Acheampong debuteerde in zijn geboorteland op achttienjarige leeftijd bij King Faisal Babes. De kleine, vinnige flankaanvaller werd er in augustus 2010 gelinkt aan Palermo. Uiteindelijk belandde de Ghanese sensatie, die in eigen land de bijnaam Messi kreeg, bij Berekum Chelsea. De Ghanese club nam hem transfervrij over van reeksgenoot King Faisal Babes. In november 2010 werd hij door Sheikh Mansour, eigenaar van Manchester City, uitgenodigd om te komen testen.
In februari 2011 verhuisde de Ghanese jeugdinternational naar Thailand. Hij tekende er bij topclub Buriram United, met wie hij later dat jaar onder meer de titel en beker veroverde. Acheampong speelde zich ook bij Buriram in de kijker en mocht in november 2012 gaan testen bij het Schotse Celtic, maar de clubs konden geen overeenstemming bereiken. In januari 2013 kon hij het bestuur van RSC Anderlecht wel overtuigen. Buriram leende hem voor 6 maanden uit aan Anderlecht.
Bij paars-wit werd hij bij de beloften ondergebracht. Hij won met die beloften in maart 2013 het prestigieuze Viareggiotoernooi in Italië. In de finale werd AC Milan verslagen. Acheampong maakte twee doelpunten in dat duel. Ook in de 1/8 finale van de NextGen Series kwam de Ghanees tot scoren. Ondanks zijn doelpunt werd Anderlecht uitgeschakeld door Olympiakos. In april 2013 nam Anderlecht hem definitief over van Buriram. AC Milan, Lazio Roma en AS Roma toonden ook interesse in Acheampong. Op 28 juli 2013 mocht hij tegen KSC Lokeren zijn officieel debuut maken voor paars-wit. Hij mocht na 69 minuten invallen voor Demy de Zeeuw. Op 11 augustus 2013 scoorde hij tegen AA Gent zijn eerste doelpunt voor Anderlecht.

## Spelerscarrière
| Seizoen         | Club             | Land              | Competitie           | Competitie | Competitie | Beker     | Beker     | Internationaal | Internationaal | Totaal | Totaal |
| Seizoen         | Club             | Land              | Competitie           | Wed.       | Dlp.       | Wed.      | Dlp.      | Wed.           | Dlp.           | Wed.   | Dlp.   |
| --------------- | ---------------- | ----------------- | -------------------- | ---------- | ---------- | --------- | --------- | -------------- | -------------- | ------ | ------ |
| 2011            | Buriram United   | Vlag van Thailand | Thai Premier League  | 22         | 7          | [ bron? ] | [ bron? ] | 0              | 0              | 22     | 7      |
| 2012            | Buriram United   | Vlag van Thailand | Thai Premier League  | 34         | 10         | [ bron? ] | [ bron? ] | 6              | 1              | 40     | 11     |
| 2012/13         | → RSC Anderlecht | Vlag van België   | Jupiler Pro League   | 0          | 0          | 0         | 0         | 0              | 0              | 0      | 0      |
| 2013/14         | RSC Anderlecht   | Vlag van België   | Jupiler Pro League   | 24         | 3          | 2         | 1         | 6              | 0              | 32     | 4      |
| 2014/15         | RSC Anderlecht   | Vlag van België   | Jupiler Pro League   | 35         | 2          | 3         | 1         | 6              | 1              | 44     | 4      |
| 2015/16         | RSC Anderlecht   | Vlag van België   | Jupiler Pro League   | 28         | 5          | 1         | 0         | 9              | 4              | 38     | 9      |
| 2016/17         | RSC Anderlecht   | Vlag van België   | Jupiler Pro League   | 29         | 3          | 2         | 0         | 16             | 3              | 47     | 6      |
| 2017            | → Tianjin Teda   | Vlag van China    | Chinese Super League | 10         | 4          | 0         | 0         | 0              | 0              | 10     | 4      |
| 2018            | Tianjin Teda     | Vlag van China    | Chinese Super League | 26         | 17         | 0         | 0         | 0              | 0              | 26     | 17     |
| 2019            | Tianjin Teda     | Vlag van China    | Chinese Super League | 30         | 9          | 1         | 0         | 0              | 0              | 31     | 9      |
| 2020            | Tianjin Teda     | Vlag van China    | Chinese Super League | 18         | 4          | 4         | 1         | 0              | 0              | 22     | 5      |
| 2021            | Shenzhen FC      | Vlag van China    | Chinese Super League | 22         | 5          | 3         | 0         | 0              | 0              | 25     | 5      |
| 2022            | Shenzhen FC      | Vlag van China    | Chinese Super League | 7          | 4          | 0         | 0         | 0              | 0              | 7      | 4      |
| Carrière totaal | Carrière totaal  | Carrière totaal   | Carrière totaal      | 285        | 73         | 16        | 3         | 43             | 9              | 344    | 85     |

## Nationale ploeg
Acheampong kwam uit voor verschillende jeugdploegen van Ghana. In 2012 maakte de dribbelvaardige aanvaller ook zijn debuut voor het Ghanees voetbalelftal. Op 15 augustus 2012 mocht hij meespelen in een vriendschappelijk duel tegen China.
In juli 2013 nam hij met Ghana deel aan het WK onder 20 jaar in Turkije. Acheampong scoorde in de groepsfase een doelpunt tegen de Verenigde Staten en bereikte met zijn land de halve finale. Daarin verloor Ghana van Frankrijk. In de troostfinale tegen Irak won Ghana met 3-0. Acheampong scoorde in dat duel het laatste doelpunt.

## Palmares
| Nationaal          |    |            |
| Thais kampioen     | 1x | 2011       |
| Beker van Thailand | 2x | 2011, 2012 |
| Toyota League Cup  | 2x | 2011, 2012 |
| Viareggio Cup      | 1x | 2013       |
| Belgisch kampioen  | 2x | 2014, 2017 |
| Belgische Supercup | 2x | 2013, 2014 |
| Internationaal     |    |            |
| WK onder 20        | 1x | 2013       |